# Arnold Forrer
Arnold Forrer oder Nöldi Forrer (* 7. Oktober 1978) ist ein ehemaliger Ostschweizer Kranz-Schwinger. Er gehört wie Jörg Abderhalden zum Nordostschweizer Schwingerverband und zum Schwingclub Wattwil.

## Erfolge
Arnold Forrer wurde 2001 in Nyon Schwingerkönig und gewann im August 2013 zum vierten Mal das Schwingfest auf der Schwägalp.
Forrer hat zahlreiche Siege bei Schwingfesten aller Art erzielt. Er hat in seiner Karriere die Rekordzahl von 151 Kränzen gewonnen und gehört damit zum «Hunderterklub», dem exklusivsten Kreis des Schwingsports. Er gewann sechsmal den eidgenössischen Kranz (1998 Bern, 2001 Nyon, 2004 Luzern, 2007 Aarau, 2010 Frauenfeld, 2013 Burgdorf) und 46 Kranzfeste und ist mit insgesamt 151 Kränzen der erfolgreichste Schwinger in der Geschichte des Eidgenössischen Schwingverbandes.
Ende 2019 musste sich Forrer eine Hüftprothese einsetzen lassen. Sein Ziel blieb jedoch, auf 150 gewonnene Kränze zu kommen.
Im August 2022 beendete er seine Karriere wegen Knieproblemen und weil seine Motivation nicht mehr zu 100 Prozent da war.
2024 erschien der Film «Nöldi Forrer – Ein Wille aus Titan» im Kino.

## Privates
Am 18. Dezember 2020 wurde Forrer als Seegott bei The Masked Singer Switzerland enttarnt. Er erreichte dort den zweiten Platz.
Forrer wuchs in Stein SG auf, wo er heute noch wohnt. Er arbeitet als Käsermeister und ist Vater einer Tochter und eines Sohnes.